# Sundom skärgård

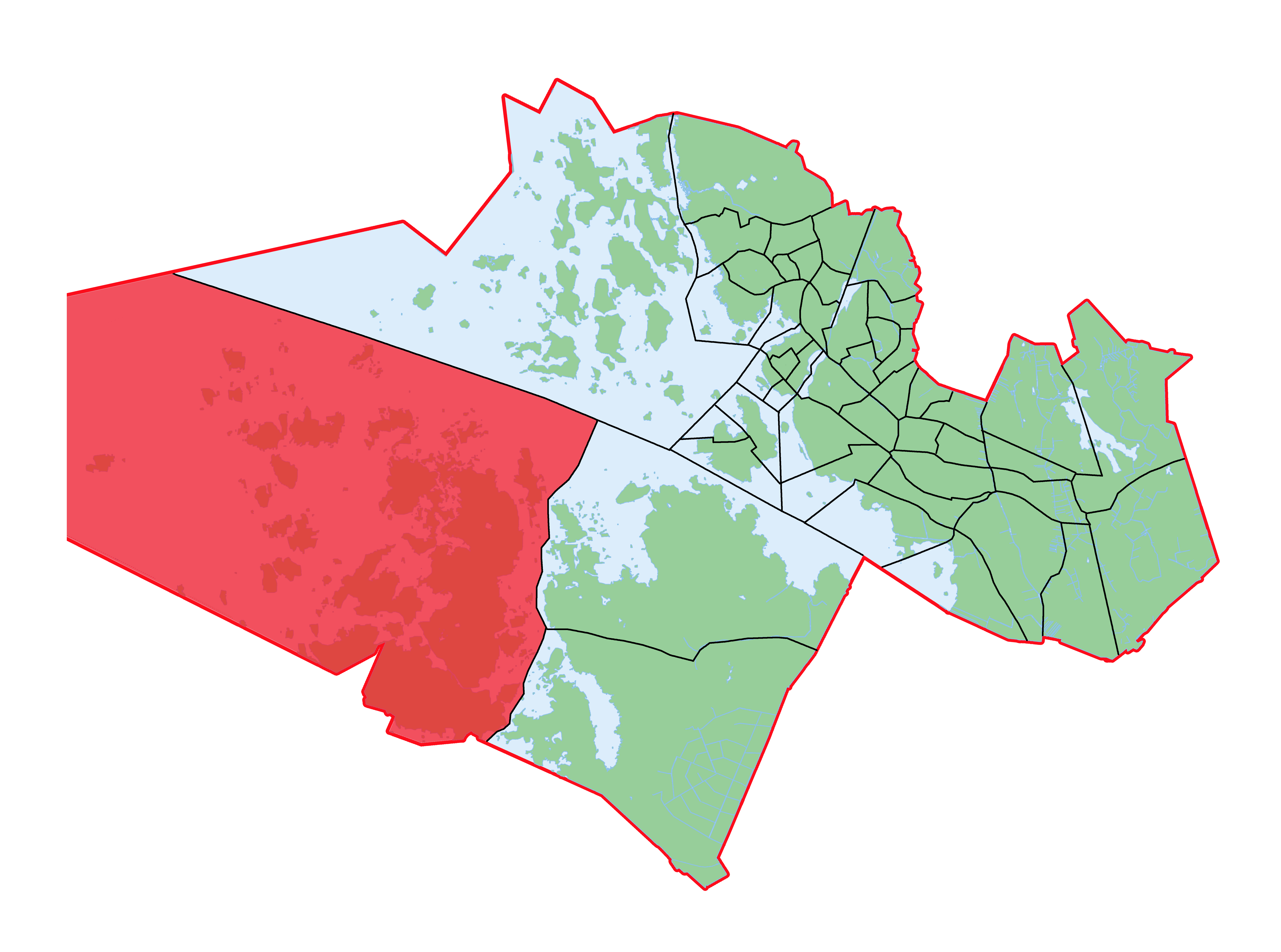
Småområdet Sundom skärgård i Vasa stad.

Sundom skärgård är den skärgård som hör till byn Sundom i Vasa i Finland. Administrativt är Sundom skärgård Vasa stads småområde 11610 och ingår i Sundom storområde. Småområdet har åtta invånare (2015) och en avsevärd fritidsbosättning.